# Slax
SLAX — LiveCD-дистрибутив операційної системи GNU/Linux, що базується на Slackware. Він не потребує інсталяції на твердий диск, завантажується з різних носіїв (таких як USB flash drive або CD-ROM). Одна з особливостей дистрибутиву — можливість роботи з оперативної пам'яті комп'ютера (тобто він завантажується в пам'ять і звільняє носій, з якого був завантажений).
Великою перевагою Slax є модульна структура, яка дозволяє легко модифікувати його під конкретні потреби користувача, причому багато додаткових модулів (15 груп за призначенням) легкодоступні на офіційному сайті проекту(англ.).

## Історія версій
Релізи Slax до Slax 3 були відомі як "Slackware-Live".. Останньою версією цієї гілки була 2.9.0.22.
Остання версія Slax — 9.9.0.

### Slax 5
Версія Slax 5 мала 5 випусків:
- Slax Standard — стандартний випуск для повсякденного персонального використання.
- Slax KillBill — випуск включав Wine, DOSBox та QEMU для запуску застосунків DOS та Microsoft Windows.
- Slax Server — надавав додаткову функціональність для роботи в мережі Internet та мав попередньо налаштовані сервери DNS, DHCP, Samba, HTTP, FTP, MySQL, SMTP, POP3, IMAP, SSH та деякі інші серверні застосунки.
- Slax Popcorn — мінімалістичний випуск для вебсерфінгу та відтворення мультимедіа. Вебоглядачем за замовчуванням виступав Mozilla Firefox, а оточення робочого столу було замінено з KDE на Xfce.
- Slax Frodo — суто утілітарний випуск з лише текстовим (без GUI) оточенням, створене насамперед для комп'ютерів з невеликим обсягом ОЗП.

Віконний менеджер Fluxbox присутній як опція у всіх випусках, окрім Frodo.
- 5.1.8 – 9 жовтня 2006
- 5.1.7 – 22 липня 2006
- 5.1.6 – 23 травня 2006
- 5.1.5 – 20 травня 2006
- 5.1.4 – 6 травня 2006
- 5.1.0 – 31 березня 2006
- 5.0.8 – 23 березня 2006
- 5.0.7 – 29 січня 2006
- 5.0.6 – 19 липня 2005
- 5.0.5 – 29 травня 2005
- 5.0.5 – 5 травня 2005
- 5.0.4 – 26 квітня 2005
- 5.0.3 – 25 квітня 2005
- 5.0.2 – 23 квітня 2005
- 5.0.1 – 10 квітня 2005
- 5.0.0 – 5 квітня 2005

### Slax 6
Можливості версії Slax 6 забезпечувалися за рахунок модулів (додаткових пакунків). Починаючи з версії 6, стиснення модулів здійснювалося за допомогою LZMA, але була присутня і сумісність між застарілими .mo модулями, що використовувалися випусками Slax 5 версії та «новими» .lzm модулями версії 6. Через зміни у в версіях ядра Linux, модулі .mo Slax 5 тепер вважаються застарілими. Кожен модуль або пакунок має бути скомпільовано задля сумісності з використовуваною версією ядра.
- 6.0.0 – 13 лютого 2008
- 6.0.1 – 28 лютого 2008
- 6.0.3 – 18 березня 2008
- 6.0.9 – 12 грудня 2008
- 6.1.0 – 9 квітня 2009
- 6.1.2 – 5 серпня 2009

### Slax 7
Сьома версія, яку світ побачив 10 грудня 2012 року, підтримує як 64-бітну, так і 32-бітну архітектури, і підтримує понад 56 мов локалізації, в тому числі — версія українською мовою. Оточенням робочого столу в ції версії виступає дещо урізана версія KDE 4. Також Slax 7 має нові шпалери, та нову систему модулів.
- 7.0.8 (bugfix release) – 16 березня 2013
- 7.0.6, 7.0.7 (bugfix release) – 15 березня 2013
- 7.0.4 – 15 січня 2013
- 7.0.3 – 3 січня 2013
- 7.0.1 – 23 грудня 2012
- 7.0 – 11 грудня 2012[13](англ.)
- 7.0 RC3 – 6 грудня 2012
- 7.0 RC2 – 14 листопада 2012
- 7.0 RC1 – 7 листопада 2012
- 7.0 Preview – 20 жовтня 2012

### Slax 9
У листопаді 2017, Томас Матейчек анонсував 9 випуск Slax. Цей випуск зазнав докорінних змін, зокрема він базується на Debian, і використовує менеджер пакунків APT для додавання пакунків. Обидві (як 64-бітна, так і 32-бітна) збірки за замовчуванням включають Fluxbox з терміналом в якості віконного менеджера, вебоглядач Chromium, текстовий редактор LeafPad, калькулятор, файловий менеджер pcmanfm, та менеджер мережевих з'єднань wicd.
9.6.0 – 15 листопада 2018
9.5.0 – 23 липня 2018
9.4.0 – 26 березня 2018
9.3.0 – 24 грудня 2017
9.2.1 – 16 листопада 2017